# Harry Styles (album)
Ne pas confondre avec Harry Styles, chanteur de l'album
Albums de Harry Styles
Fine Line
(2019)
Singles
1. Sign of the Times
Sortie : 7 avril 2017
2. Two Ghosts
Sortie : 7 août 2017
3. Kiwi
Sortie : 31 octobre 2017

Harry Styles est le premier album studio du chanteur et compositeur britannique Harry Styles, sorti le 12 mai 2017.
L'album, inspiré du rock britannique des années 1970, reçoit un accueil critique globalement positif et se classe dès la première semaine en 1re place du Billboard 200 avec 230 000 exemplaires vendus, faisant de Harry Styles le second artiste britannique masculin à atteindre cette place du classement américain.
L'album est promu par une tournée internationale : le Harry Styles: Live On Tour.

## Contexte
En août 2015, les One Direction font savoir qu'ils effectueront une pause d'un an à partir de mars 2016, afin que chacun des membres puissent se concentrer sur sa carrière solo, tout en n'excluant pas de retravailler ensemble dans le futur. 
Dès février 2016, Harry Styles rejoint le manager Jeffrey Azoff, et s'engage dans une carrière solo. En mars de la même année, il rejoint Full Stop Management, puis signe en juin un contrat avec le label Columbia Records.
L'enregistrement de l'album se déroule entre Los Angeles, Londres et le Gee Jam Hotel Recording Studio à Port Antonio en Jamaïque.

## Promotion

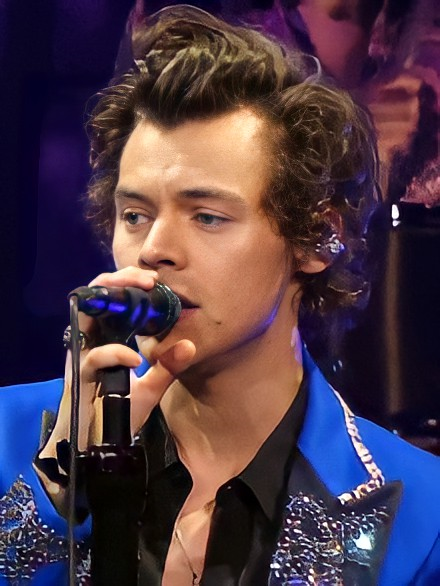
Harry Styles en concert pendant le Harry Styles: Live On Tour en 2018.

Le 25 mars 2017, une publicité télévisuelle mystérieuse est diffusée, montrant Harry Styles marchant dans une pièce sombre, entouré de fumée, et ouvrant une porte. La publicité se termine par la date du « 7 avril », annonçant ainsi la date de sortie du premier single de l'album,. Le 31 mars, Harry Styles publie sur Instagram et Twitter le nom et la pochette de ce premier single, intitulé Sign of the Times. Cette « ballade pop-rock mélodramatique » sort comme prévu le 7 avril, et atteint la première place des ventes iTunes dans 83 pays. Le clip, dévoilé un mois plus tard, montre Harry Styles marchant au milieu des plaines d'Écosse, et est réalisé par l'artiste français Woodkid (qui avait déjà réalisé les clips de Teenage Dream de Katy Perry ou de Born to Die de Lana Del Rey).
Le 13 avril, le nom de l'album (Harry Styles), la pochette ainsi que les titres des pistes sont dévoilées.
Le 15 avril, Harry Styles fait la promotion de l'album dans l'émission de divertissement américaine Saturday Night Live, où il chante Sign of the Times ainsi qu'un deuxième titre qu'il dévoile, Ever Since New York. Le 21 avril, il apparaît également dans l'émission britannique The Graham Norton Show, puis le 26 avril dans l'émission française Quotidien.
Le 2 mai, le titre Sweet Creature est dévoilé en tant que « single promotionnel ». Puis, le 9 mai, Harry Styles interprète la chanson Carolina dans l'émission américaine The Today Show, où il chante également Sign of the Times et Ever Since New York.
Le 13 mai, juste après la sortie de l'album, Harry Styles organise un concert dans la salle The Garage (Islington, Londres) : la salle, d'une capacité de 600 places, accueille habituellement des artistes underground et est réputée « authentique ». Par la suite, un documentaire de 45 minutes est publié le 15 mai sur Apple Music : on peut y voit Harry Styles donner des interviews, écrire son album lors d'un séjour en Jamaïque avec le producteur Jeff Bhasker, et l'enregistrer dans les Studios Abbey Road à Londres. Du 15 au 19 mai, il chante également tous les soirs des chansons de son album dans l'émission américaine The Late Late Show with James Corden.
Le 28 avril, Harry Styles annonce sur son compte Twitter qu'il va organiser une tournée mondiale pour promouvoir son album. Appelée Harry Styles: Live On Tour, cette tournée débute le 19 septembre 2017 à San Francisco pour se terminer le 14 juillet 2018 à Inglewood.

## Musique

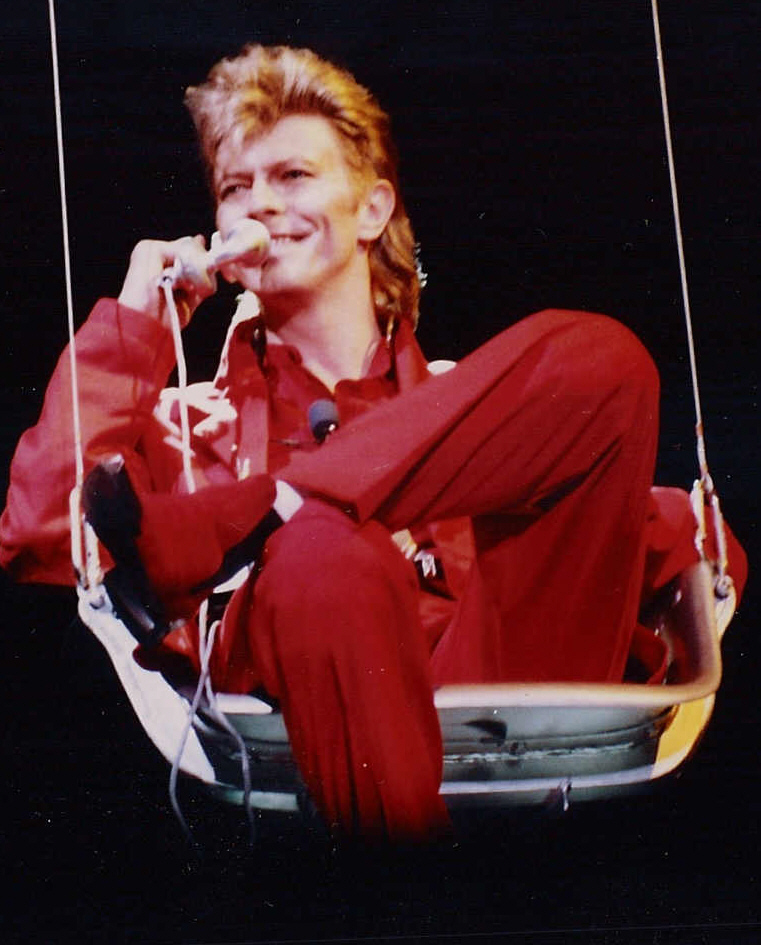
David Bowie (1987), dont la musique a inspiré Harry Styles.

L'album est un hommage au rock britannique des années 1970. Le magazine Rolling Stone le décrit comme ayant « une ambiance intimement émotionnelle de soft rock des seventies ». La musique « oscille entre des ballades façon Elton John et un rock progressif qui n'est pas sans rappeler Queen ou David Bowie ». Dans le cas du premier single de l'album, Sign of the Times, Harry Styles a d'ailleurs précisé s'être inspiré de David Bowie et des Pink Floyd.

## Photo de couverture
La photo de couverture de l'album montre Harry Styles torse nu, de dos, se cachant le visage, et plongé dans une eau rose.

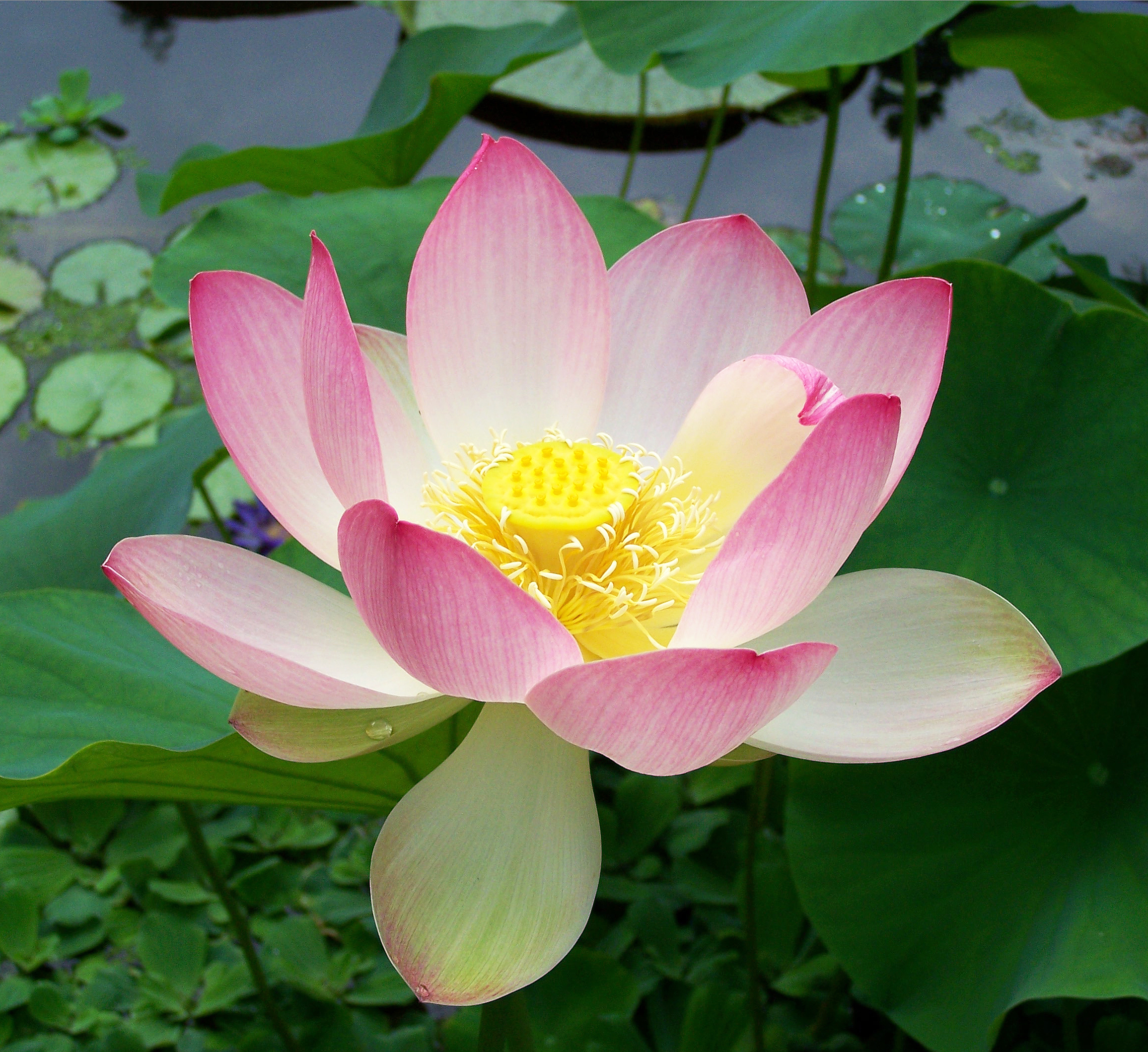
La fleur de lotus, utilisée en symbole sur la pochette de l'album

Le magazine américain Billboard estime que la position du corps du chanteur, recroquevillé et vulnérable dans sa nudité, rappelle une prière, et que la présence de l'eau évoque l'imaginaire du baptême ainsi qu'une renaissance. Le pendentif en forme de fleur de lotus qu'il porte pourrait également faire référence au bouddhisme, au sein duquel cette fleur est un symbole de pureté et d'éveil spirituel. Cela est également confirmé par la photo au dos de l'album, où de vraies fleurs de lotus flottent autour du corps immergé de Harry Styles, dont le visage est cette fois-ci visible. Le symbolisme de la « renaissance » s'accorde avec l'indépendance que semble souhaiter Harry Styles en débutant cette carrière solo afin de se distancer de son passé dans les One Direction.
Le magazine évoque également la féminité de la photo de couverture, remarquant qu'en général seules les femmes et certains artistes masculins queer ou tentant de plaire à un public féminin se mouillent sur leurs pochettes. Harry Styles étant issu du boys-band One Direction très prisé par les jeunes filles, la photo pourrait être une tentative de sexualiser le chanteur pour plaire à un public féminin.
La couleur de l'eau fait également débat. Billboard pense qu'il s'agit d'une eau toxique, ce genre de couleur n'étant visible que dans des contextes de guerre, lorsque le TNT se dissout dans l'eau. Le magazine fait le rapprochement avec le film sur la Seconde Guerre mondiale dans lequel Harry Styles joue : Dunkerque (Christopher Nolan), également sorti en 2017. D'autres, tel que le W Magazine, pensent cependant qu'il s'agit plutôt du « millennial pink », une couleur devenue populaire parmi les « millenials » (Génération Y) car utilisée par des marques qu'ils apprécient.
Cette couverture a cependant suscité la controverse, le groupe de rock anglais Shed Seven ayant accusé en avril 2017 Harry Styles d'avoir copié la pochette de leur single Ocean Pie, sorti en 1994.

## Réception critique
L'album est globalement bien accueilli par la critique. Le site web Metacritic, qui collecte les critiques publiées dans les médias mainstream, lui donne une note de 68 sur 100 (basée sur 24 critiques), résultant donc en des critiques « généralement favorables ».
Le magazine Rolling Stone décrit un « superbe premier album solo » avec lequel Harry Styles revendique son titre de « vrai prince du rock & roll ». Entertainment Weekly salut « l'hommage [qu'il] paie à ses nombreux héros musicaux ». Le journal britannique The Guardian estime quant à lui qu'Harry Styles est « remarquablement bon dans le rôle de chanteur-compositeur se confessant », bien qu'il déplore que « les hommages musicaux ne marchent pas toujours », le chanteur s'essayant à des styles inadaptés à sa voix comme sur Only Angel et Kiwi. Le journal regrette également les « clichés » véhiculés par certaines chansons, notamment Only Angels.
Et alors que le site AllMusic estime que l'album est « une extension du son et de la marque One D », le journal français Le Point écrit au contraire qu'il « sonne vrai et organique, loin de la pop commerciale des One Direction » et que « Harry Styles prouve qu'il est capable de créer un univers musical travaillé, avec une véritable identité ».  

## Ventes
Avec 230 000 exemplaires vendus dès la première semaine, l'album se classe en première place du Billboard 200, faisant de Harry Styles le second artiste britannique masculin à atteindre cette place du classement américain, détrônant ainsi Zayn Malik, son ex-compère des One Direction, dont l'album Mind of Mine (2016) s'était écoulé à 157 000 exemplaires durant la première semaine. Harry Styles dépasse également en termes de ventes le chanteur britannique Sam Smith, dont l'album In the Lonely Hour (2014) s'était écoulé à 166 000 copies dès la première semaine,.

## Pistes
| Harry Styles | Harry Styles           | Harry Styles | Harry Styles | Harry Styles | Harry Styles | Harry Styles | Harry Styles | Harry Styles | Harry Styles |
| No           | Titre                  | Durée        |              |              |              |              |              |              |              |
| ------------ | ---------------------- | ------------ | ------------ | ------------ | ------------ | ------------ | ------------ | ------------ | ------------ |
| 1.           | Meet Me in the Hallway | 3:47         |              |              |              |              |              |              |              |
| 2.           | Sign of the Times      | 5:40         |              |              |              |              |              |              |              |
| 3.           | Carolina               | 3:09         |              |              |              |              |              |              |              |
| 4.           | Two Ghosts             | 3:49         |              |              |              |              |              |              |              |
| 5.           | Sweet Creature         | 3:44         |              |              |              |              |              |              |              |
| 6.           | Only Angel             | 4:51         |              |              |              |              |              |              |              |
| 7.           | Kiwi                   | 2:56         |              |              |              |              |              |              |              |
| 8.           | Ever Since New York    | 4:13         |              |              |              |              |              |              |              |
| 9.           | Woman                  | 4:38         |              |              |              |              |              |              |              |
| 10.          | From the Dining Table  | 3:31         |              |              |              |              |              |              |              |
| 40:18        |                        |              |              |              |              |              |              |              |              |

### Classements
| Classement                         | Meilleure position |
| ---------------------------------- | ------------------ |
| Argentine Albums (CAPIF)           | 1                  |
| Australie (ARIA)                   | 1                  |
| Autriche (Ö3 Austria Top 40)       | 2                  |
| Belgique (Flandre Ultratop)        | 1                  |
| Belgique (Wallonie Ultratop)       | 3                  |
| Canada (Canadian Albums)           | 1                  |
| Croatie (HDU International)        | 4                  |
| Danemark (Tracklisten)             | 4                  |
| Écosse (OCC)                       | 1                  |
| Espagne (Promusicae)               | 1                  |
| États-Unis (Billboard 200)         | 1                  |
| Finlande (Suomen virallinen lista) | 3                  |
| France (SNEP)                      | 2                  |
| Grèce (IFPI Greece)                | 1                  |
| Hongrie (Mahasz)                   | 6                  |
| Irlande (IRMA)                     | 1                  |
| Italie (FIMI)                      | 2                  |
| Japon (Oricon)                     | 16                 |
| Mexique (AMPROFON)\|               | 1                  |
| Norvège (VG-lista)                 | 2                  |
| Nouvelle-Zélande (RIANZ)           | 2                  |
| Pays-Bas (Mega Album Top 100)      | 1                  |
| Pologne (ZPAV)                     | 1                  |
| Portugal (AFP)                     | 1                  |
| Tchéquie (IFPI)                    | 1                  |
| Royaume-Uni (UK Albums Chart)      | 1                  |
| Slovaquie (ČNS IFPI)               | 1                  |
| Suède (Sverigetopplistan)          | 3                  |
| Suisse (Schweizer Hitparade)       | 3                  |
| Suisse (Charts Romandie)           | 1                  |

| Classement (2017)                     | Position |
| ------------------------------------- | -------- |
| Australie (ARIA)                      | 11       |
| États-Unis (Billboard Ventes totales) | 39       |
| Mexique (AMPROFON)                    | 6        |
| Royaume-Uni (UK Albums Chart)         | 22       |

## Certifications
| Pays             | Certification | Ventes     |
| ---------------- | ------------- | ---------- |
| Allemagne        | Or            | 100 000‡   |
| Australie        | 2 × Platine   | 140 000‡   |
| Autriche         | Or            | 7 500‡     |
| Belgique         | Or            | 15 000‡    |
| Brésil           | Platine       | 40 000‡    |
| Canada           | Platine       | 80 000‡    |
| Danemark         | Platine       | 20 000‡    |
| États-Unis       | 2 × Platine   | 2 000 000‡ |
| France           | Platine       | 100 000‡   |
| Italie           | 2 × Platine   | 100 000‡   |
| Mexique          | 3 × Platine   | 180 000‡   |
| Nouvelle-Zélande | Or            | 7 500‡     |
| Pays-Bas         | Or            | 20 000‡    |
| Norvège          | Or            | 10 000*    |
| Pologne          | 2 × Platine   | 40 000‡    |
| Portugal         | Or            | 7 500^     |
| Royaume-Uni      | Platine       | 300 000‡   |
| Singapour        | Or            | 5 000*     |
| Suède            | Or            | 15 000‡    |
| Suisse           | Or            | 10 000‡    |